# Ріверсайд (Міссурі)
Ріверсайд (англ. Riverside) — місто (англ. city) в США, в окрузі Платт штату Міссурі. Населення — 4013 особи (2020).

## Географія
Ріверсайд розташований за координатами 39°10′20″ пн. ш. 94°37′57″ зх. д. / 39.17222° пн. ш. 94.63250° зх. д. (39.172196, -94.632534).  За даними Бюро перепису населення США в 2010 році місто мало площу 14,98 км², з яких 14,27 км² — суходіл та 0,72 км² — водойми.

## Демографія
Згідно з переписом 2010 року, у місті мешкало 2937 осіб у 1308 домогосподарствах у складі 672 родин. Густота населення становила 196 осіб/км².  Було 1499 помешкань (100/км²).
Расовий склад населення:
| - 78,1 % — білих - 10,5 % — чорних або афроамериканців - 3,0 % — азіатів - 1,2 % — корінних американців - 0,6 % — вихідців з тихоокеанських островів - 3,5 % — осіб інших рас |

До двох чи більше рас належало 3,2 %. Частка іспаномовних становила 8,5 % від усіх жителів.
За віковим діапазоном населення розподілялося таким чином: 21,0 % — особи молодші 18 років, 66,4 % — особи у віці 18—64 років, 12,6 % — особи у віці 65 років та старші. Медіана віку мешканця становила 39,1 року. На 100 осіб жіночої статі у місті припадало 104,7 чоловіків;  на 100 жінок у віці від 18 років та старших — 102,4 чоловіків також старших 18 років.
Середній дохід на одне домашнє господарство  становив 52 575 доларів США (медіана — 32 372), а середній дохід на одну сім'ю — 64 768 доларів (медіана — 39 527). Медіана доходів становила 34 773 долари для чоловіків та 29 625 доларів для жінок. За межею бідності перебувало 19,6 % осіб, у тому числі 21,4 % дітей у віці до 18 років та 11,3 % осіб у віці 65 років та старших.
Цивільне працевлаштоване населення становило 1429 осіб. Основні галузі зайнятості: мистецтво, розваги та відпочинок — 16,4 %, транспорт — 15,3 %, освіта, охорона здоров'я та соціальна допомога — 14,3 %.